# Суворов (фильм)
«Суво́ров» — художественный историко-биографический фильм снятый в 1940 году (премьера — 23 января 1941 года) режиссёрами Всеволодом Пудовкиным и Михаилом Доллером.

## Сюжет
Фильм рассказывает о великом русском полководце, генерал-фельдмаршале Александре Васильевиче Суворове. В духе времени создания фильма рассматриваются эпизоды из жизни полководца в 1794—1799 годах. Начинается фильм с польской кампании (после боя под Соколкой), что было весьма актуально после разгрома Польши в 1939 г. Далее следуют противостояние с Павлом I, возвращение на службу из ссылки в Кончанском и Швейцарский поход, во время которого в штабе Суворова оказывается шпион, его разоблачают и расстреливают без суда. Заканчивается фильм сценой штурма Чёртова моста.

## В ролях
- Николай Черкасов (Черкасов-Сергеев) — Александр Васильевич Суворов
- Аполлон Ячницкий — Павел I
- Михаил Астангов — граф Алексей Андреевич Аракчеев
- Сергей Килигин — князь Пётр Иванович Багратион
- Всеволод Аксёнов — Мещерский
- Александр Ханов — Платонов
- Георгий Ковров — Прохор Иванович Дубасов, денщик полководца А. В. Суворова.
- Александр Антонов — полковник Тюрин

### Не указаны в титрах

Прошка, денщик Суворова, в исполнении Георгия Коврова

- Юрий Домогаров — генерал Матвей Иванович Платов
- Александр Смирнов — князь Алексей Иванович Горчаков
- Галина Фролова — крестьянка
- Анатолий Соловьёв — Иван Синица
- Галина Кравченко — Лопухина
- Александр Пелевин — полковник Тур
- Евгений Гуров — Франц фон Вейротер
- Владимир Марута — генерал-майор Толбухин
- Владимир Дорофеев — Авдеич
- Александра Данилова — крестьянка
- Елизавета Кузюрина — баба с детишками
- Фёдор Иванов — Егорка
- Николай Арский — Михаил Андреевич Милорадович
- Анатолий Папанов — солдат

## Награды
- Сталинские премии (1941) — режиссёрам Пудовкину и Доллеру, исполнителю главной роли Николаю П. Черкасову-Сергееву

## Домашнее видео
С 1990-х годов фильм выпущен на домашних видеокассетах кинообъединением «Крупный план», позже — «Формат А», в начале 2000-х годов — на DVD объединением «Мастер Тэйп».